# Parapodacanthus hasenpuschorum
Parapodacanthus hasenpuschorum är en insektsart som beskrevs av Brock 2003. Parapodacanthus hasenpuschorum ingår i släktet Parapodacanthus och familjen Phasmatidae. Inga underarter finns listade i Catalogue of Life.